# Шахтёрская слава (памятник)
Монумент «Шахтерская слава» — один из объектов монументального искусства и символов города Караганды.
Памятник был установлен в 1974 году в честь производства Карагандинским угольным бассейном 2 миллионов тонн угля и находится на площади перед главным входом в Центральный Парк Культуры и Отдыха, напротив него расположен Дворец Культуры Горняков. Авторы монумента —  скульптор А.Билык, уроженец Днепропетровской области (Украина) и архитектор А.Малков.

## История
В 1969 году был объявлен всесоюзный конкурс на лучший проект будущего монумента. На победу в конкурсе было 11 претендентов, в том числе скульпторы из Минска, Свердловска, Алма-Аты. В итоге победу одержал проект предложенный скульптором А.Билык и архитектором А.Малковым. В дальнейшем именно этот проект был взят за основу и реализован с некоторыми незначительными переработками. А.Билык работал над скульптурой в течение целого года, в Москве в мастерской знаменитого скульптора Меркулова. Потом, несколько лет ушло на различные согласования,подготовку, отливку и установку монумента. Только в 1974 году монумент, наконец занял своё место на площади города Караганды, с того времени он стал неофициальным символом города, изображение монумента часто печатали в заголовках газет, на открытках и конвертах.

## Описание
Скульптура монумента «Шахтерская слава» весит 20 тонн, на её изготовление, учитывая создание макетов и издержки при литье было израсходовано 30 тонн бронзы.
Фигуры шахтеров бронзовые, со временем металл покрылся благородной патиной. Постамент выполнен из бетона и облицован шлифованными гранитными блоками.
К созданию монумента приложили руку представители многих национальностей и регионов СССР. Еще не обретя законченную форму, монумент успел побывать в Москве и Ленинграде, а камни для его постамента обрабатывали в Алма-Ате.
Два шахтера на монументе - собирательный образ - мастеру никто не позировал, тем не менее он не раз спускался в шахты и знал о тяжелом труде горняков. Как впоследствии вспоминал сам мастер сама идея монумента родилась из впечатлений художника о шахтерском труде. На 31-й шахте Билык общался с горняками, делал наброски. Когда спустился в лаву, говорит, «показалось, что на меня земля валится вся». Особенно поразил труд крепильщиков, делающих все, чтобы тоннель не обвалился. Да и вообще шахтеры запечатлелись в его памяти именно этим единым стремлением удержать пласт над собой. Это сильное движение вверх, символически выражено в скульптуре.